# Simophyllum
Simophyllum là một chi rêu trong họ Pottiaceae.